# Oligoclada hypophane
Oligoclada hypophane är en trollsländeart som beskrevs av De Marmels 1989. Oligoclada hypophane ingår i släktet Oligoclada och familjen segeltrollsländor. Inga underarter finns listade i Catalogue of Life.